# 雨乞石橋

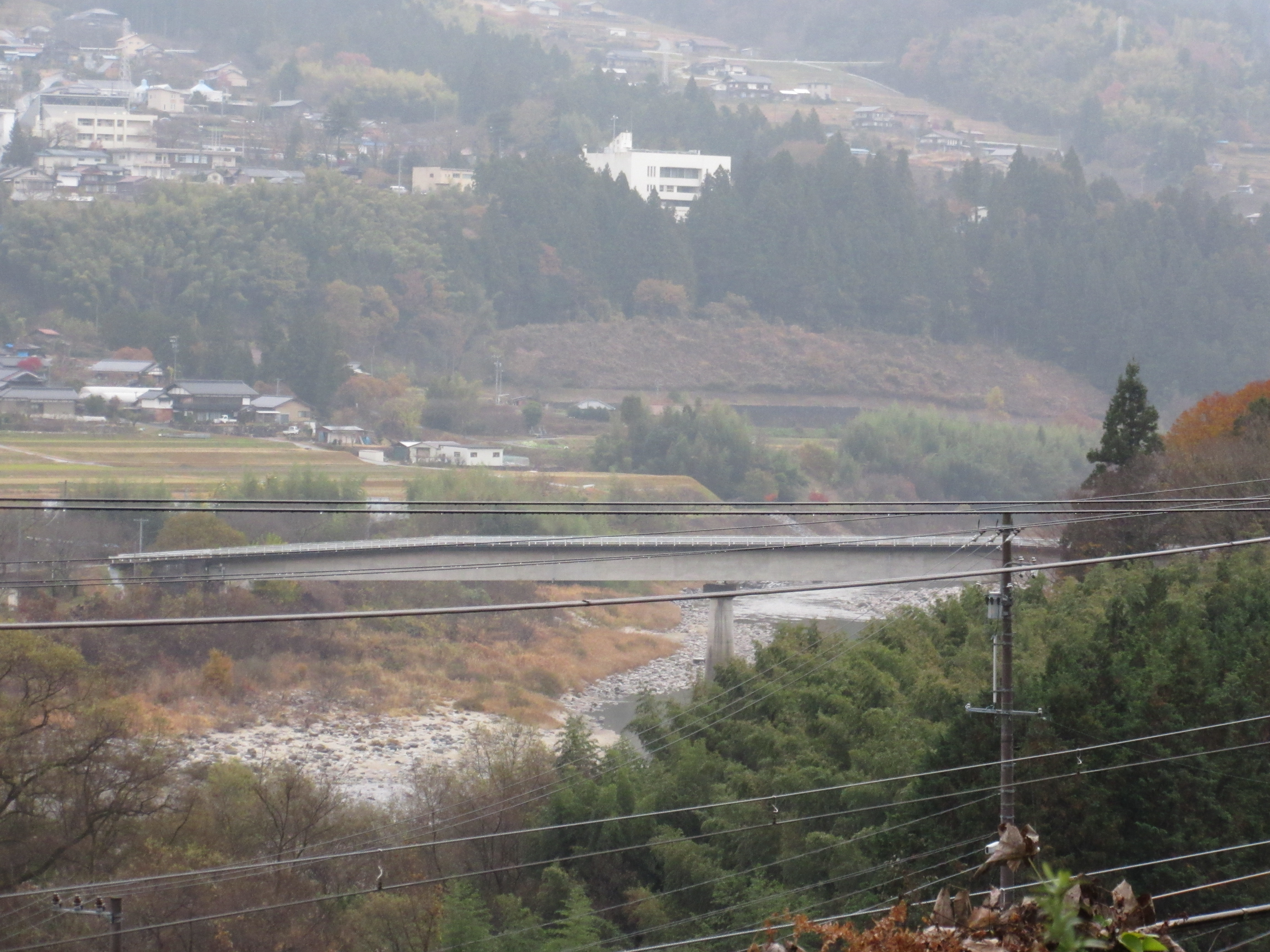
雨乞石橋（岐阜県中津川市）

雨乞石橋（あまごいいしはし）は、岐阜県中津川市の木曽川に架かる橋（市道）である。

## 概要
開通当時は、岐阜県恵那郡坂下町と長野県木曽郡山口村を結ぶ県境の橋であったが、2005年（平成13年）、坂下町と山口村が中津川市に編入されたことにより、現在は中津川市内の橋になっている。
坂下町の有力者が私費で架橋した橋が前身である。開設当初は有料であった。
- 供用：1986年（昭和61年）
- 延長：113.0m
- 幅員：4.0m
- 区間：岐阜県中津川市坂下 - 岐阜県中津川市山口

## 沿革
明治時代、この地域は養蚕業が盛んであった。この地域の養蚕製造業者は神坂村（現在の中津川市）にあった風穴を養蚕製造用の天然冷蔵庫として使用していた。しかし、坂下村（＝坂下町）の業者は木曽川を渡る必要があった。
明治時代末期、坂下町の養蚕製造業者の一人が私財を投入し、吊橋を架橋し、雨乞石橋と命名する。つまり、この人物が自分専用の橋として架けた橋であったという。現在の雨乞石橋の下流、約100mに存在した。一般の人が利用する際は、通行料を徴収していた。
1932年（昭和7年）、上流に弥栄橋が完成すると利用者が激減し、やがて無料化された。
何度も流出していたため、1986年（昭和61年）に現在の雨乞石橋が完成する。